# Henstedt-Ulzburg
Henstedt-Ulzburg est une commune de l'arrondissement de Segeberg (Kreis Segeberg), district du Land de Schleswig-Holstein, en Allemagne.

## Histoire
La commune de Henstedt-Ulzburg a vu le jour le 1er janvier 1970 lors du regroupement des communes de Götzberg, Henstedt et Ulzburg. Ces trois mêmes communes étaient des villages ruraux dont les origines remontent au Moyen Âge. Les premières traces de la ville d'Ulzburg dans des documents manuscrits remontent au XIVe siècle, précisément en décembre 1339, quant à la ville de Henstedt et de Götzberg, elles sont citées pour la première fois respectivement en 1343 et 1520. Cependant, certaines fouilles archéologiques tendent à montrer que le territoire était déjà habité à l'ère du Paléolithique, et confirment l'existence de colonies à l'âge du bronze et du fer.

## Personnalités liées à la ville
- Janne Schäfer (1981-), nageuse née à Henstedt-Ulzburg.
- David Kross (1990-), acteur né à Henstedt-Ulzburg.

## Jumelages
- Maurepas (France) depuis le 22 février 1986[1]
- Usedom (Allemagne) depuis le 9 novembre 1990[2]
- Wierzchowo (Pologne) depuis le 1er février 2003[2]
- Waterlooville (Royaume-Uni) depuis le 29 mai 2008[2]

## Sources internet
- Site de la commune de Henstedt-Ulzburg